# Seppo Salo
Seppo Salo, född 19 juli 1946 i Eura, död 22 februari 2001 i Esbo, var en finländsk matematiker. Han var professor i matematik under 25 år vid Helsingfors handelshögskola. Han arbetade också vid University of California, Berkeley och International Institute for Applied Systems Analysis.